# Velkomeziříčský masakr

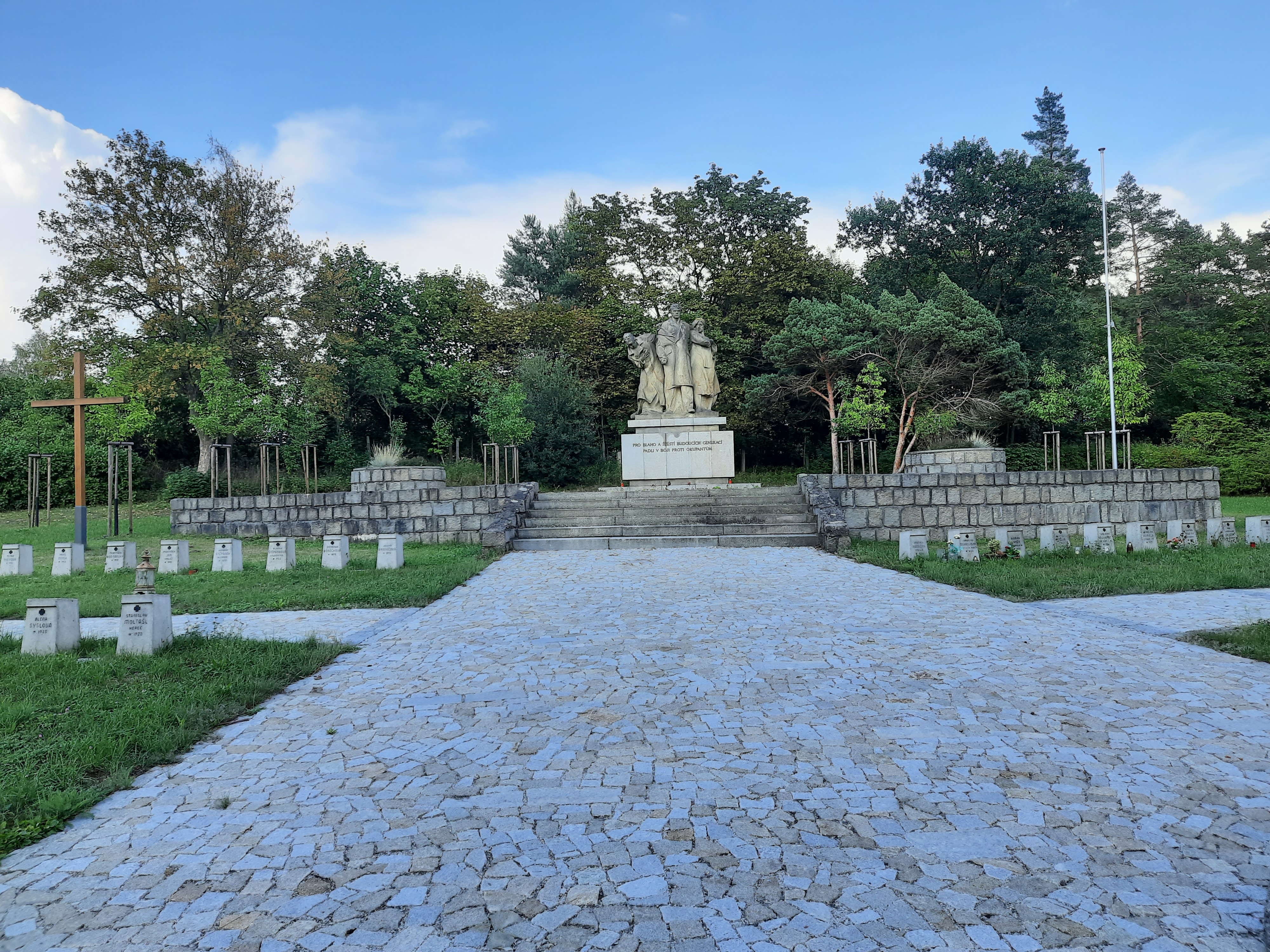
Pomník a pohřebiště obětí masakru na novém městském hřbitově ve Velkém Meziříčí

Velkomeziříčský masakr je událost, ke které došlo 6. května 1945 ve Velkém Meziříčí. Bylo zavražděno 58 lidí v čele s Jindrou Nováčkem, který vedl revoluční národní výbor. Celá událost se stala dva dny před příchodem osvobozeneckých vojsk – 8. května přišli do města vojáci Rudé armády.

## Sled událostí

### Revoluční národní výbor
Celá událost začala tragicky ukvapeným rozhodnutím několika nadšenců ustavit revoluční národní výbor. Impuls vzešel z komunisticky orientované skupiny kolem místního odbojáře Jindry Nováčka, který se před nacisty donedávna skrýval. Sám Nováček chtěl s ustavením národního výboru ještě počkat a k činu se odhodlal, až když byl spolupracovnicí dotázán, zda se bojí.
Byl tedy ustaven národní výbor, sestavený z místních vlasteneckých veličin všech věkových kategorií.[zdroj?]

### Příjezd německých vojáků z Velké Bíteše
Do města ale vpadli ustupující Němci a to byl vlastní začátek tragédie. Členové národního výboru a další lidé byli odvlečeni do budovy Školy pro hospodyně a tam pod vedením příslušníků gestapa začaly výslechy provázené bitím.[zdroj?]

### Masakr
Zatčení byli naloženi do vozů a odvezeni k řekám Oslavě a Balince na okraji města. Zde bylo přes padesát lidí vyvlečeno na břeh, postříleno a naházeno do vody. Sám Jindra Nováček skončil jinak: Byl téhož dne oběšen na náměstí na lucerně.
Za dva dny město osvobodila Rudá armáda. Při zatýkání německých důstojníků nastalo druhé dějství masakru. Jednomu z německých důstojníků se podařilo odpálit světlici a Rusové v bombardérech nedaleko, domnívajíce se, že ve městě mají jejich spolubojovníci potíže, vzlétli. Město bylo v odpoledních hodinách bombardováno, čemuž padlo za oběť velké množství civilistů.[zdroj?]

### Po tragédii
Následující neděli, 13. května 1945 vykonal na městském hřbitově místní farář P. Bohumil Burian za velké účasti lidu pohřební obřady nad desítkami rakví. Všechny oběti byly pohřbeny do společných hrobových šachet.[zdroj?]